# گروسبوس
گروسبوس (به لوکزامبورگی: Groussbus) یک شهرداری در استان ردانژ کشور دوک‌نشین لوکزامبورگ است که ۲۰٫۱۱ کیلومترمربع مساحت دارد و جمعیت آن در سال ۲۰۱۱ میلادی ۸۷۸ نفر بوده‌است.

## بخش‌ها
این شهرداری دارای چهار بخش زیرمجموعه می‌باشد.
- دلن (Dellen)
- گریولز (Gréiwels)
- گروسبوس (Groussbus) مرکز
- لیرهاف (Léierhaff)

## آمار جمعیت
تاریخچه رشد جمعیت این شهرداری در جدول زیر آمده‌است  :
| سال  | جمعیت |
| ---- | ----- |
| ۱۸۲۱ | ۵۹۵   |
| ۱۸۵۱ | ۸۰۵   |
| ۱۸۸۰ | ۷۲۹   |
| ۱۹۱۰ | ۶۵۶   |
| ۱۹۳۵ | ۵۲۲   |
| ۱۹۴۷ | ۵۹۳   |
| ۱۹۶۰ | ۴۹۷   |
| ۱۹۷۰ | ۴۶۰   |
| ۱۹۸۱ | ۵۷۷   |
| ۱۹۹۱ | ۶۲۳   |
| ۲۰۰۱ | ۷۲۷   |
| ۲۰۰۴ | ۷۲۴   |
| ۲۰۰۷ | ۸۱۷   |
| ۲۰۱۰ | ۸۸۳   |
| ۲۰۱۱ | ۸۷۸   |